# Vacances pagades
Vacances pagades (1961) és un llibre de Joan Oliver i Sallarès, conegut amb el pseudònim de Pere Quart. Considerat una de les fites del realisme històric català, va ser guardonat amb el Premi Ausiàs March (1959) i el Premi Lletra d'Or (1961).
L'obra comença amb el poema Cançoneta noucentista del mal camí, que tracta de la relació del poeta amb dues dones que són l'Esperança i la Fe personificades. És una paròdia del noucentisme, escrita amb l'estil i la cantarella pròpies de Josep Carner. Està escrit en forma de versos heptasíl·labs i rima consonant. Aquest poema va seguit de sis Endevinalles, cadascuna de les quals té com a solució un personatge: cinc personatges bíblics i un poeta clàssic. A continuació hi ha tres poemes nadalencs, en els quals, amb l'excusa de la descripció d'aquestes festes, l'autor aprofita l'ocasió per fer, mitjançant el sarcasme, el que els crítics han anomenant realisme històric i poesia social.
El llibre inclou una sèrie de poemes de caràcter autobiogràfic, com els dedicats als poetes Antonio Machado, Carles Riba i Joan Maragall, i d'altres com ara Savis, poetes, homes feliços i dones del poble malmenjades, en què només la dona se salva de la roïndat vital dels altres arquetips. L'obra també inclou una secció de poemes conceptuals: n'hi ha dos, La croada i Cobles del temps, d'actualitat històrica. En el primer evoca l'èpica dels croats per acabar criticant l'adotzenament que suposa l'anada setmanal als estadis de futbol i en el segon critica el verticalisme autoritari dels anys cinquanta. El poema Aquella bèstia es remunta als orígens prehistòrics de l'ésser humà, considerant que, en baixar de l'arbre, l'home va iniciar la seva decadència amb la lluita pel poder i la dominació de l'home per l'home. Al poema Lletania hi diu que tot és mentida. El llibre inclou també poemes amb l'autor com a protagonista. Als poemes Lai i Les soledats hi parla de l'amor i de la mort de la seva estimada. Joc és un poema que considera la vida com a impossible d'explicar i que parla de la llibertat individual, i a Seixanta (els anys que tenia el poeta quan va escriure el llibre) hi fa un repàs de la seva vida. Al poema que dona nom al llibre, Vacances pagades, el poeta que s'hi autoretrata patèticament parla d'alliberar-se de la seva pròpia existència. A Salm de les llàgrimes hi fa de nou una mena d'autobiografia explicant la seva solitud mentre espera la mort. El poema que tanca el llibre, Abans de callar, fa un repàs de la seva situació i dona consells basats en la doctrina cristiana.